# 萌えCanちぇんじ!
『萌えCanちぇんじ!』（もえキャンちぇんじ!）は、アンビション開発・運営による携帯端末向けブラウザゲーム（ソーシャルゲーム）。基本プレイ無料（アイテム課金制）。

## 概要
プレイヤーが美少女アンドロイドを育成していくゲームである。アンドロイドのパラメータ（10種類）によって性格（ツンデレ、清楚 など）を付与できたり、各種の衣装を着せ替えすることができる。またプレイヤー間でアンドロイドに干渉することによってパラメータや衣装を変化させることが出来るなど、いわゆるソーシャルゲームの要素も含んでいる。
スピンオフとして『萌えCanRPG！』が提供されていた。

## プラットフォーム
日付は配信開始日。
- Mobage（2010年8月6日。スマートフォン版も提供（2011年5月13日））
- mixi（2010年8月6日）
- キャリア公式サイト（EZweb（2010年12月2日）、iモード（2010年12月6日）、ウィルコム（2011年2月2日）、Yahoo!ケータイ（2011年7月23日））
- GREE（2010年12月22日。スマートフォン版も提供（2011年1月18日））
- スマートフォン向けキャリア公式サイト（au Market（2012年3月15日）、dマーケット（2012年7月17日） ）
- App Store（2013年5月24日）、同・英語版（2013年7月3日）
- Google Play（2013年6月3日）、同・英語版（2013年7月26日）
- Amazon Androidアプリストア（2013年10月7日）

配信終了
- ポイントタウン（2011年12月9日開始・2012年10月22日終了）
- ハンゲーム（2012年2月27日開始・2013年2月18日終了。スマートフォン版も提供（モバイル版と同日））
- イー・モバイル公式サイト（2011年2月1日開始・終了日不詳）
- pixiv（2011年4月2日開始・2015年3月31日終了）

## キャラクター
※ゲーム中では声は出ない仕様。声優についてはラジオ・OVAにおける配役。
- ハカセ（声：新谷良子）
- サラリ（声：大亀あすか）
- 喜屋武知恵（声：加藤英美里）
- 萌木杏奈（声：相沢舞）
- 萌木甘奈（声：日高里菜）
- 御城摩耶（声：大原さやか）
- サーバAI（声：藤田咲）
- サーバMI（声：藤田咲）
- シャラ
- イララ
- ねぇねぇ
- 有愛

## スピンオフ
『萌えCanRPG！』
『萌えCanちぇんじ！』をベースに、アニメイトTVで配信していた「萌えCanちぇんじ！ラジオらぼ！」のリスナーのアイディアを融合させて完成したファンタジーRPG。美少女マイロイド育成着せ替えフレアイバトルRPG。ちなみに、本作における「RPG」は『Remember Pretty Girls（リメンバー・プリティー・ガールズ）』の略であり、『マイロイドがコンピューターウイルスによって不良化する』というストーリーに対して『可憐な乙女を忘れないで』というメッセージである。『萌えCanちぇんじ！ラジオらぼ！』でのリスナー公募により、第16回に決定した。
2012年5月23日にGREEで、9月6日にキャリア公式（iモード、EZweb、Yahoo!ケータイ）でサービス開始。2014年9月30日サービス終了。

## 関連商品

### ラジオ
いえす!萌えきゃ～ん!
- 2011年4月9日から10月1日の間、文化放送で毎週土曜日 25:30-26:00に放送された。
  - 出演：相沢舞、加藤英美里

萌えCanちぇんじ!ラジオらぼ!
- 2011年11月9日から2012年6月6日の間、アニメイトTVのWebラジオで配信された（2012年7月4日に配信終了）。
  - 出演：新谷良子、大亀あすか

| 文化放送 土曜25:30 - 26:00枠        | 文化放送 土曜25:30 - 26:00枠 | 文化放送 土曜25:30 - 26:00枠                |
| 前番組                              | 番組名                       | 次番組                                      |
| ----------------------------------- | ---------------------------- | ------------------------------------------- |
| 小野坂昌也・竹本英史のネオロマ&無双 | いえす!萌えきゃ〜ん!         | 潘めぐみ・伊瀬茉莉也の HUNTER×HUNTER STUDIO |

### イベント
萌え旅TOUR@静岡
ゼンリンプロモ・近畿日本ツーリストの協力により、2011年11月12日から13日にかけて静岡へのバスツアーが組まれた。

### OVA
『萌えCanちぇんじ!〜ゼロストーリー〜』（もえきゃんちぇんじ!〜ぜろすとーりー〜）は、Ambition制作の日本のアニメ。OVAとして2012年5月25日にフロンティアワークスから発売された。
登場人物
登場人物についてはキャラクターを参照。
スタッフ
- 原作 - Ambition
- 監督 - 渡邊哲哉
- キャラクターデザイン - 黒田和也、植田和幸
- 絵コンテ - 高橋丈夫
- 脚本 - AMB企画室
- 演出 - 山内東生雄、木村寛
- 音楽プロデューサー - 綾瀬孝（Arte Refact）
- アニメーションプロデューサー - 林瑛介
- 制作進行 - 中村亮介
- アニメーション制作 - フロンティアワークス
- 制作協力 - パッショーネ
- 企画・製作 - Ambition

オープニングテーマ「NO RULE〜超Listen!〜」
作詞 - 森由里子 / 作曲・編曲 - 宮永治郎 / 歌 - 萌木甘奈（日高里菜）
エンディングテーマ「放課後オレンジ」
作詞 - 三澤秋 / 作曲・編曲 - 矢鴇つかさ（Arte Refact） / 歌 - 中恵光城